# 蒋心雄
蒋心雄（1931年—），浙江吴兴南浔镇人，中华人民共和国政治人物。

## 生平
蒋心雄就读于南开大学机械工程系机械制造专业，毕业后赴鸡西矿山机械厂工作，此后调第二机械工业部核燃料厂，组织研制战略核燃料。1975年，担任504厂厂长、高级工程师。1982年，担任中华人民共和国原子能工业部副部长。1983年，升任中华人民共和国核工业部部长。1988年，担任中国核工业总公司总经理，组织参与建造秦山核电站和大亚湾核电站。
1998年3月，第九届全国人大第一次会议上，他当选为全国人民代表大会常务委员会委员。